# Rhyothemis aterrima
Rhyothemis aterrima är en trollsländeart som beskrevs av Selys 1891. Rhyothemis aterrima ingår i släktet Rhyothemis och familjen segeltrollsländor. IUCN kategoriserar arten globalt som livskraftig. Inga underarter finns listade i Catalogue of Life.